# Leonie Ossowski
Leonie Ossowski es el seudónimo de Jolanthe von Brandenstein (Posen-Prusia Occidental, República de Weimar, 15 de agosto de 1925-Berlín, 4 de febrero de 2019), fue una escritora alemana. También escribió bajo el nombre de Jo Tiedemann. Escribió novelas, incluida la novela para adultos Die große Flatter, guiones como Zwei Mütter, cuentos y libros de no ficción. Sus premios más notables incluyen la Medalla Hermann Kesten del Pen Center y el Adolf-Grimme-Preis. 

## Carrera
Nació como Jolanthe von Brandenstein en Röhrsdorf (ahora Osowa Sień) en Posen-Prusia Occidental, hija de Lothar von Brandenstein (1893-1953), propietario de una finca, y la escritora Ruth von Ostau (1899-1966). Su hermana mayor fue Yvonne Merin, actriz. Al final de la Segunda Guerra Mundial, huyó a Bad Salzungen en Turingia, luego se mudó a Bad Salzungen y a Hesse. Finalmente se estableció en la Alta Suabia. Trabajó en varios puestos de trabajo, entre ellos, dependiente de ventas, obrera de fábrica y asistente de laboratorio fotográfico. A partir de la década de 1950, también escribió cuentos cortos con su seudónimo. En una visita a la RDA en 1953, recibió el encargo del DEFA para realizar un guion: el de Zwei Mütter, grabado para la televisión por Frank Beyer y estrenado el 28 de junio de 1957. Un año después, publicó la novela Stern ohne Himmel (Estrella sin cielo), que se convertiría en película más tarde. 
Ossowski se mudó con su familia a Mannheim en 1958. En 1968, publicó por primera vez una novela en la FRG. También publicó cuentos (Erzählungen), libros de no ficción, guines de cine y obras de teatro. Fue miembro del Centro PEN de Alemania. En la década de 1970, fue trabajadora social, cuidando a jóvenes en prisión e instalando viviendas comunales (Wohngemeinschaft) para jóvenes liberados de prisión.
Visitó su lugar de nacimiento en 1974 y escribió allí una trilogía de novelas sobre la guerra y los períodos de posguerra, mostrando empatía por la visión polaca. Su novela de 1977, Die große Flatter (editada en España por Alfaguara con el título Schocker se quiere largar), para adultos jóvenes, trata sobre dos jóvenes sin hogar en Mannhein. Fue convertida en serie de televisión en tres partes, con Richy Müller, estrenado en 1979.
Ossowski vivió en Berlín desde 1980. Murió en Berlín el 4 de febrero de 2019. Entre sus siete hijos se encuentra el teólogo Louis-Ferdinand von Zobeltitz.

## Premios
Ossowski recibió la Medalla Hermann Kesten del Centro PEN en 2006. En 2014, recibió el Premio Andreas Gryphius. Fue galardonada con el Adolf-Grimme-Preis y el Schillerpreis der Stadt Mannheim.

## Obras
Las obras de Ossowski a menudo tratan con personas al margen de la sociedad, y son entretenidas pero también educativas. Su novela Stern ohne Himmel es parte del canon de la escuela.
Las obras de Ossowki están en poder de la Biblioteca Nacional de Alemania, incluyendo:

### Novelas e historias
- Stern ohne Himmel, 1958, novela, Stern ohne Himmel (film) 1980
- ¿Fürchtet sich vorm schwarzen Mann? , novela, 1968
- Mannheimer Erzählungen, 1974, colección de cuentos
- Weichselkirschen, novela, 1976, parte 1 de la Schlesien-Trilogie (trilogía de Silesia)
- Die große Flatter, novela, 1977, Die große Flatter (film) 1979
- Blumen für Magritte, cuentos, 1978
- Liebe ist kein Argumento, novela, 1981
- Wilhelm Meisters Abschied, novela, 1982
- Littel fasst einen Entschluss und andere Erzählungen, historias, 1983
- Neben der Zärtlichkeit, novela, 1984
- Wolfsbeeren, Roman, 1987, parte 2 de la Schlesien-Trilogie
- Das Zinnparadies, 1988
- Weckels Angst, 1991
- Holunderzeit, novela, Hoffmann und Campe, Hamburgo 1991, parte 3 de la Trilogía de Schlesien
- Von Gewalt keine Rede. dos historias, 1992
- Muere Maklerin, novela, 1994
- Herrn Rudolfs Vermächtnis, novela, Hoffmann & Campe, Hamburgo 1997, como Heyne Taschenbuch, Munich 1998, ISBN 3-453-13756-6.
- Das Dienerzimmer , novela, 1999
- Die schöne Gegenwart, novela, 2001
- Espenlaub, novela, 2003
- Der einarmige Engel, novela, 2004

### Guiones
- 1957: Zwei Mütter
- 1971: Tatort: Auf offener Straße
- 1979: Weichselkirschen
- 1979: Die große Flatter
- 1980: Stern ohne Himmel
- 1985: Voll auf der Rolle
- 1991: Von Gewalt keine Rede

### No-ficción
- Zur Bewährung ausgesetzt. Bericht über Versuche kollektiver Bewährungshilfe  .  Piper, Munich 1972
- Der Löwe im Zinnparadies. Eine Wiederbegegnung  .  Piper, Munich 2003